# Manutenzione predittiva
La manutenzione predittiva è una sottocategoria della manutenzione preventiva, dalla quale si distingue per il metodo con cui viene programmato un eventuale intervento manutentivo. Nella manutenzione preventiva, gli interventi sono fissati a intervalli regolari, al contrario, nella manutenzione predittiva, si analizza lo stato di salute dell'apparecchio al fine di intervenire solo quando necessario, riducendo costi e tempi di fermo.
Elemento caratteristico della manutenzione predittiva è la capacità di monitorare ed elaborare in tempo reale i dati operativi provenienti dalla macchina, tramite dei sensori, trasmettendoli a sistemi centralizzati e software per la gestione della manutenzione (Computerized Maintenance Management System - CMMS). I dati raccolti consentono di identificare modelli di degrado nelle performance degli apparecchi e di calcolare il tempo residuo prima del verificarsi di un guasto, programmando un intervento di manutenzione al momento opportuno.
A seconda dell'ambito in cui viene applicata, diverse tipologie di analisi e sensori possono essere impiegate per monitorare lo stato operativo della macchina, tra cui accelerometri per la misura delle vibrazioni, termocamere, e sensori per le analisi tribologiche nei lubrificanti.
Nell'ambito dell'Industria 4.0, lo sviluppo di sensori sempre più sofisticati, e gli avanzamenti tecnologici in ambito di potenza computazionale e analisi dei dati, hanno favorito un'evoluzione significativa nell'ambito della manutenzione predittiva grazie all'introduzione di modelli di Machine learning e intelligenza artificiale (IA). Queste tecniche permettono di analizzare i dati raccolti dalla macchine in tempo reale, consentendo la previsione dello stato futuro delle macchine e la pianificazione anticipata della manutenzione.

## Panoramica
La manutenzione predittiva consiste nella valutazione delle condizioni operative delle apparecchiature eseguendo un monitoraggio periodico (offline) o continuo (online) delle condizioni delle apparecchiature, mediante tecnologie come sensori Internet of Things (IoT), edge-computing e sistemi di diagnostica basati sull'intelligenza artificiale e sull'analisi di modelli di degrado delle prestazioni. 
L'obiettivo è programmare l'intervento nel momento più opportuno prima che si verifichi un degrado delle prestazioni. Tale approccio consente di ridurre i costi derivanti da fermi macchina non pianificati causati da guasti, che possono risultare elevati, in funzione del settore di riferimento.
Rispetto ai metodi tradizionali di manutenzione, la manutenzione predittiva consente di:
- Minimizzare i fermi macchina e ottimizzare l'impiego degli impianti, in quanto la manutenzione viene effettuata solo quando strettamente necessario;
- Ridurre i costi attraverso la diminuzione del numero di riparazioni di emergenza e, in generale, delle spese di manutenzione;
- Incrementare la sicurezza sul lavoro, riducendo i rischi associati a guasti imprevisti.

Nel settore manifatturiero, la manutenzione predittiva consente di individuare l'invecchiamento dell'attrezzatura in vari ambiti quali: macchine a controllo numerico (Computer Numerical Control - CNC), bracci robotici, nonchè eventuali difetti nei sistemi di saldatura per circuiti stampati o nelle linee di assemblaggio. Nel settore delle infrastrutture, può essere impiegata per monitorare la geometria delle rotaie ferroviarie di un treno e l'eventuale vibrazione in tempo reale, prevenendo incidenti o interruzioni di linea.
Tra gli svantaggi di questa tipologia di manutenzione vi sono gli elevati costi iniziali, che possono rappresentare un ostacolo soprattutto per le piccole imprese, poiché inizialmente è richiesto un investimento in strumenti avanzati per il monitoraggio delle apparecchiature e nell'implementazione di CMMS, integrati con sistemi di pianificazione delle risorse aziendali (Enterprise Resource Planning - ERP). Inoltre, è necessario disporre di personale con competenze tecniche specializzate.

## Aspetti economici

### Vantaggi
L'adozione della manutenzione predittiva su larga scala in ambito industriale, costituisce un'evoluzione tecnologica associata a potenziali vantaggi economici. La riduzione dei costi e il miglioramento dell'efficienza dell'attività produttiva, che ne derivano, hanno incentivato la transizione da approcci di manutenzione reattiva e preventiva, favorendo l'adozione di strategie basate sui dati (data-driven). I vantaggi dell'implementazione della manutenzione predittiva sono stati evidenziati da diverse organizzazioni, che hanno fornito evidenze empiriche riguardo ai benefici economici associati a tale approccio.
In un report del 2018, PwC sottolinea come un'implementazione strutturata della manutenzione predittiva può ridurre fino al 12% le spese totali nelle attività di manutenzione, evidenziando anche il ruolo delle tecnologie emergenti, ad esempio, mediante sensori installati su droni, per valutare lo stato di salute di una rete ferroviaria, nel ridurre ulteriormente i costi di manutenzione al 17%. I medesimi studi evidenziano l'importanza della manutenzione predittiva per la riduzione dei periodi di fermo macchina dovuti a guasti non previsti o manutenzioni non necessarie, garantendo, a seconda dell'ambito, un aumento della disponibilità operativa fino al 50%. Oltre agli aspetti strettamente finanziari, rispetto alla manutenzione preventiva, la manutenzione predittiva contribuisce alla riduzione dei rischi in ambito di sicurezza, salute e qualità ambientale. 
Secondo un'analisi di McKinsey & Company del 2021, si registra una riduzione dei costi di manutenzione tra il 25 e il 30%, che si traduce in una diminuzione dei fermi macchina superiore al 70%, e in un incremento della produzione del 20-25%.

### Sfide
L'implementazione di un sistema di manutenzione predittiva presenta diverse criticità, principalmente legate ai costi iniziali da sostenere per passare da un sistema di manutenzione tradizionale ad uno che necessita l'introduzione di diverse tecnologie, e al bisogno di elaborare grandi quantità di dati storici raccolti, da utilizzare e archiviare in tempo reale, assicurandone la qualità, la coerenza e l'integrità.
In un'analisi condotta nel 2022, SAP ha identificato diverse criticità nello sviluppo di un quadro di riferimento per la manutenzione predittiva, che possono essere suddivise in tre categorie principali:
- Qualità e disponibilità dei dati: la manutenzione predittiva dipende in maniera significativa dalla qualità dei dati acquisiti dai sensori posizionati sul macchinario, e sulla disponibilità di una sufficiente quantità di dati storici su cui poter allenare il modello individuato per l'analisi dei guasti. Al tempo stesso, la presenza di dati diversi, ottenuti da differenti sensori, e con varie strutture, complica la strutturazione e l'integrazione dei dati, richiedendo lo sviluppo di sistemi di integrazione di dati ottimizzati per supportare dati da sorgenti differenti in una struttura compatibile con i sistemi usati per il monitoraggio;
- Gestione dei dispositivi IoT: la creazione e la connessione di una rete di dispositivi IoT richiede non solo una spesa iniziale da sostenere, ma anche la necessità di dotarsi di lavoratori specializzati al fine di garantire la corretta comunicazione tra i dispositivi e il database. Inoltre, è necessario minimizzare la vulnerabilità del sistema a minacce informatiche e perdite di dati;
- Selezione dell'algoritmo: l'individuazione dell'algoritmo più adeguato per valutare lo stato di salute della macchina è un elemento critico all'interno di un processo di manutenzione predittiva. Una soluzione inadeguata può compromettere l'efficienza del sistema, riducendo i vantaggi economici derivanti da esso. Inoltre, con il possibile variare delle informazioni raccolte dai sensori nel tempo, dovuto all'invecchiamento della macchina o ad una sostituzione, che possono modificarne il comportamento operativo, diventa necessario implementare un sistema di aggiornamento continuo del modello predittivo per poterlo adattare alle nuove condizioni.

## Tecnologie abilitanti
La diffusione dell'utilizzo di un approccio predittivo alla manutenzione è stata favorita dallo sviluppo di tecnologie che permettono la trasmissione e l'analisi di dati in tempo reale, e al tempo stesso la capacità di garantire la qualità dei dati utilizzati e la corretta archiviazione degli stessi. Tra le principali tecnologie abilitanti alla manutenzione predittiva troviamo:
- Sensori e Internet of Things: l'impiego di sensori e dispositivi direttamente connessi alla rete, permettono di raccogliere serie di dati sulle condizioni della macchina in tempo reale, monitorando variabili critiche per il rendimento operativo, abilitando una connessione diretta tra la macchina e il sistema di monitoraggio.[16][17]
- Big Data e cloud computing: la capacità di archiviare e gestire grandi volumi di dati, assicurandone al tempo stesso la qualità e la sicurezza è fondamentale al fine di addestrare modelli predittivi per il monitoraggio dello stato degli impianti, o più semplicemente per poter sviluppare modelli digitali in grado di simulare il funzionamento delle apparecchiature in modo da poterne prevedere il comportamento futuro o in caso di anomalie.[18][14] Piattaforme basate sul Cloud computing forniscono la potenza computazionale necessaria per eseguire modelli di machine learning complessi, facilitando l'accesso remoto e continuo ai dati, permettendo di prendere decisioni in tempo reale.[17]
- Apprendimento automatico (machine learning): le tecniche di intelligenza artificiale svolgono un ruolo fondamentale nell'analizzare i dati raccolti. Attraverso l'identificazione di pattern ricorrenti o anomalie, questi tecniche consentono di stimare lo stato attuale o futuro dell'apparecchiatura, in modo da programmare le prossime fasi della manutenzione.[17] Tecniche avanzate di intelligenza artificiale generativa possono supportare l'identificazione e l'analisi dettagliata di eventuali guasti, fornendo raccomandazioni per l'intervento o la risoluzione.[15] In queste situazioni, metodologie di Retrieval-Augmented Generation (RAG) possono essere impiegate al fine di integrare conoscenze provenienti da documentazione tecnica o manuali di manutenzione relativi al contesto specifico, migliorando la pertinenza e l'accuratezza delle informazioni restituite.[19][20]

## Strategie
Una strategia di manutenzione predittiva si articola generalmente in cinque fasi principali:
1. Il primo passaggio consiste nell'individuare parametri chiave che indichino lo stato di salute della macchina, come, ad esempio, la corrente e la tensione di una apparecchiatura elettrica, la velocità e le vibrazioni di un dispositivo rotante, o la temperatura dell'olio e la pressione di una pressa idraulica;
2. La fase successiva prevede la definizione della modalità di monitoraggio del sistema, che può essere online o offline, quindi effettuata in tempo reale (online) e continuo oppure effettuando misurazioni a intervalli regolari durante il periodo di operatività della macchina (offline);
3. In seguito viene definita la modalità di identificazione del guasto, scelta in base alla tipologia di dati da analizzare e al monitoraggio individuato nella fase precedente;
4. Nella quarta fase il sistema viene implementato e avviato per l'analisi dello stato di salute della macchina per individuare comportamenti che si discostano dalla condizione nominale;
5. Nell'ultima fase, in caso di rilevamento di un'anomalia o di prossimità al fine vita del componente, il processo di manutenzione viene effettuato al fine di riparare o sostituire le componenti usurate.

Nella terza fase, diventa particolarmente importante la scelta del modello utilizzato per analizzare le condizioni della macchina. I metodi per attuare la manutenzione predittiva sono suddivisi in tre categorie principali:
- Physical model-based: modelli implementati sulla base di un modello matematico che simula i principi fisici o il comportamento fenomenologico di un processo specifico[23];
- Knowledge-based: sistemi che ragionano e usano una base di conoscenza strettamente relativa al dominio di applicazione per risolvere problemi complessi. Solitamente sono costituiti da due componenti principali: una base di conoscenza, derivata dall'esperienza e progettata per riprodurre la conoscenza di un operatore umano, e un sistema di ragionamento che elabora l'output[24];
- Data-driven: una classe di modelli computazionali che si basano su dati storici raccolti durante la vita di un sistema o processo, per identificare relazioni tra variabili di input e output. Si evolvono dai più classici modelli statistici, superando le limitazioni imposte dall'assunzione legata a una distribuzione probabilistica degli output.

In particolare, con l'Industria 4.0, e lo sviluppo di modelli di Machine learning sempre più accurati, i modelli data-driven risultano tra i più diffusi. In particolare, metodi di Deep learning quali le reti neurali artificiali (Artificial Neural Network - ANN) e le reti neurali ricorrenti (Recurrent Neural Network - RNN) sono tra le tecniche più comunemente adottate.
Oltre ai metodi tradizionali di Machine e Deep learning, è possibile applicare tecnologie di IA spiegabile (eXplanable AI - XAI), un insieme di metodi che mirano a rendere comprensibili all'utente finale le previsioni del sistema di monitoraggio, illustrando il processo decisionale del modello di AI e superando l'approccio black-box tipico dei modelli tradizionali. Questa metodologia si rivela molto utile specialmente in campo industriale dove le previsioni dei modelli possono influenzare decisioni operative che hanno anche un effetto sulla sicurezza dell'operatore umano.
Un'ulteriore tecnica a supporto dello sviluppo di una manutenzione predittiva sempre più efficace è rappresentata dal concetto di Digital twin, ovvero la creazione di una copia digitale dell'apparecchio fisico, che replichi il comportamento operativo della macchina, integralmente, o concentrandosi sul singolo componente analizzato su cui effettuare la manutenzione. L'uso di un gemello digitale permette non solo di simulare diversi processi per valutarne la fattibilità, ma anche di poter misurare e raccogliere dati, sia in condizioni nominali, che di guasto, utilizzabili successivamente per allenare modelli di IA, riducendo i costi e i tempi di addestramento dei modelli di machine learning.

## Metodologie
Per valutare le condizioni di un sistema, la manutenzione predittiva utilizza test non-distruttivi come, infrarossi, test acustici, analisi delle vibrazioni, o misurazioni del livello del suono, al fine di ottenere informazioni rilevanti per stabilire la presenza di anomalie. In particolare, la presenza di sensori wireless installati sulle macchine, consente di utilizzare simultaneamente i dati misurati sulla macchina considerata e i dati ottenuti da macchinari simili e dalle prestazioni del processo per valutare la necessità di un intervento manutentivo. Tali sistemi sono particolarmente efficaci nei contesti di automazione di processo collaborativa (Collaborative Process Automation Systems - CPAS).
Le principali tecnologie di manutenzione predittiva riguardano:
- Il monitoraggio delle vibrazioni, particolarmente efficace per individuare difetti meccanici in apparecchiature rotanti. Ad esempio, nell'analisi dei difetti nei cuscinetti, la presenza di uno specifico difetto è evidenziata da picchi di ampiezza a specifiche frequenze nello spettro delle vibrazioni, permettendo non solo l'identificazione di uno stato anomalo della macchina, ma anche un'informazione ulteriore legata alla tipologia di difetto e al modo in cui può essere risolto, ottimizzando la fase di manutenzione;[28]
- L'analisi delle emissioni acustiche, è una tecnica diagnostica non invasiva e relativamente economica impiegata per individuare e localizzare in strutture o tubature. Questa tecnica si basa sull'idea che ogni apparecchio emette un determinato pattern acustico quando opera in condizioni nominali, monitorando tale pattern è possibile individuare la presenza di un'anomalia già in uno stato iniziale. Viene effettuata utilizzando diverse tipologie di segnali acustici, da quelli ultrasonici (> 20 kHz) a quelli infrasonici (< 20 Hz), con la scelta del segnale legata al campo di applicazione. Possibili limitazioni di questa metodologia sono la presenza di rumore di fondo che potrebbe interferire con la misurazione e il posizionamento non corretto dei sensori;[29]
- Analisi dei lubrificanti consente di esaminare il livello di contaminazione di particelle di materiali estranei oppure determinate caratteristiche del liquido quali la viscosità o la percentuale di acqua all'interno. Questa analisi permette di stimare il momento ottimale per la sostituzione del lubrificante, e la presenza di invecchiamento o malfunzionamenti nel meccanismo dell'apparecchio o nei suoi cuscinetti;[30]
- La misurazione del livello di corrosione tramite metodi a ultrasuoni impiegati per misurare lo spessore strutturale, o tramite la visualizzazione dell'evoluzione visiva della struttura tramite immagini permettono di valutarne lo stato di deterioramento superficiale dovuto all'utilizzo o ad agenti atmosferici, simulando l'evoluzione futura della condizione dell'asset e prevedendo la vita utile rimanente. Possibili limitazioni di questa tecnica sono la mancanza di dati storici e la difficoltà nell'adattare gli algoritmi a materiali diversi, ma anche l'imprevedibilità della corrosione dovuta ad agenti atmosferici che può essere stimata solo approssimativamente;[31]
- L'analisi termografica permette di individuare possibili guasti attraverso il monitoraggio termico continuo di asset critici come pannelli elettrici e trasformatori. Una rapida variazione della temperatura può segnalare condizioni anomale quali sovraccarichi o malfunzionamenti, permettendo di effettuare un intervento di manutenzione evitando di interrompere la fornitura di energia.[32]Oltre all'ambito elettrico, può essere utilizzata anche in campo meccanico, analizzando le temperature di motori o in generale componenti rotanti ad alte velocità;[33]
- Il confronto tra immagini relative alla configurazione nominale di un componente e la condizione attuale può essere utilizzato per individuare la presenza di un difetto di produzione o un'anomalia. Per esempio, in ambito industriale questo approccio può essere utilizzato per identificare il corretto posizionamento di un componente su un circuito stampato a valle del processo di saldatura, oppure in ambito infrastrutturale per individuare la presenza di fratture in edifici o ponti.[34] Queste tecniche sono sempre più diffuse grazie allo sviluppo di sistemi di ispezione robotizzata automatica che permettono di ripetere operazione in modo identico e automatico, garantendo l'acquisizione di immagini coerenti e ripetibili.[35]
- L'analisi delle prestazioni operative di un macchinario, valutate attraverso il controllo periodico o continuo di indici di produttività.

## Indicatori di prestazione
Al fine di valutare una corretta implementazione della manutenzione predittiva è necessario utilizzare e confrontare diversi indicatori di prestazione (Key Performance Indicator - KPI), legati alla frequenza degli interventi di manutenzione o al costo relativo alla riparazione dei macchinari. I principali KPI relativi alla manutenzione predittiva, e alla manutenzione in generale sono:
- Mean Time Between Failures (MTBF): indica il tempio medio tra due guasti, ovvero la frequenza con cui si verificano dei problemi nell'apparecchio;
- Mean Time To Repair (MTTR): valuta la rapidità con cui un guasto viene risolto in seguito ad un intervento di manutenzione;
- Disponibilità delle attrezzature: rappresenta il rapporto tra il tempo in cui una macchina è operativa rispetto al tempo totale disponibile (uptime);
- Costo totale di manutenzione: valuta il totale delle spese sostenute per gli interventi di natura predittiva ma anche reattiva in caso di mancata previsione del guasto;
- Rapporto tra manutenzione predittiva e reattiva: indica la percentuale di interventi di natura predittiva sul totale degli interventi di manutenzione, al fine di rappresentare la precisione del sistema di previsione dei guasti.

Oltre a valutare le condizioni generali del sistema di produzione, tramite software CMMS, è possibile analizzare le prestazioni dei singoli componenti, in modo da individuare eventuali punti deboli su cui applicare sistemi di monitoraggio più accurati e specializzati.